# Brasiliens federala distrikt
Brasiliens federala distrikt (portugisiska: Distrito Federal) är ett federalt distrikt i Brasilien som omfattar Brasília, landets huvudstad, och dess närmaste omgivningar. Området ligger i Brasiliens Central-västra region och gränsar i huvudsak till delstaten Goiás, samt en mycket kort sträcka till delstaten Minas Gerais. Folkmängden uppgår till cirka 2,9 miljoner invånare. Distriktet är på samma administrativa nivå som landets delstater.
Distriktet skildes från delstaten Goias den 21 april 1960 då Brasiliens regering flyttades dit från Rio de Janeiro. Distriktet avgränsas av Rio Preto i öster och Rio Descoberto i väster. En stor andel (42 procent) av området är skyddat som till exempel Brasilia nationalpark.

## Administrativ indelning
Distriktet är indelat i 19 områden, regiões administrativas (RA):
- RA I Brasília
- RA II Gama
- RA III Taguatinga
- RA IV Brazlândia
- RA V Sobradinho
- RA VI Planaltina
- RA VII Paranoá
- RA VIII Núcleo Bandeirante
- RA IX Ceilândia
- RA X Guará
- RA XI Cruzeiro
- RA XII Samambaia
- RA XIII Santa Maria
- RA XIV São Sebastião
- RA XV Recanto das Emas
- RA XVI Lago Sul
- RA XVII Riacho Fundo
- RA XVIII Lago Norte
- RA XIX Candangolândia
- RA XX Águas Claras
- RA XXI Riacho Fundo II
- RA XXII Sudoeste/Octogonal
- RA XXIII Varjão
- RA XXIV Park Way
- RA XXV SCIA - Setor Complementar de Indústria e Abastecimento
- RA XXVI Sobradinho II
- RA XXVII Jardim Botânico
- RA XXVIII Itapoã
- RA XXIX SIA - Setor de Indústria e Abastecimento
- RA XXX Vicente Pires
- RA XXXI Fercal
- RA XXXII Sol Nascente/Pôr do Sol
- RA XXXIII Arniqueira